# Brunswick (Karolina Północna)
Brunswick – miasto w Stanach Zjednoczonych, w stanie Karolina Północna, w hrabstwie Columbus.